# Monclar (Lot-et-Garonne)
Monclar (auch: Monclar-d’Agenais, okzitanisch: Montclar) ist eine französische Gemeinde mit 898 Einwohnern (Stand: 1. Januar 2022) im Département Lot-et-Garonne in der Region Nouvelle-Aquitaine. Die Gemeinde liegt im Arrondissement Villeneuve-sur-Lot und ist Teil des Kantons Le Livradais.

## Geographie
Monclar liegt etwa 27 Kilometer nordnordwestlich von Agen zwischen den Flüssen Tolzac und Lot. Monclar wird umgeben von den Nachbargemeinden Montastruc im Norden, Pinel-Hauterive im Osten, Saint-Étienne-de-Fougères im Südosten, Fongrave im Süden, Castelmoron-sur-Lot im Südwesten, Brugnac im Westen sowie Coulx im Westen und Nordwesten.

## Geschichte
Monclar wurde als Bastide 1256 durch Alfons von Poitiers begründet.

## Bevölkerungsentwicklung
| 1962                       | 1968 | 1975 | 1982 | 1990 | 1999 | 2006 | 2018 |
| -------------------------- | ---- | ---- | ---- | ---- | ---- | ---- | ---- |
| 1080                       | 1081 | 970  | 977  | 979  | 862  | 914  | 876  |
| Quellen: Cassini und INSEE |      |      |      |      |      |      |      |

## Persönlichkeiten
- Jean-Fernand Audeguil (1887–1956), Politiker, Bürgermeister von Bordeaux (1944–1947)
- Inès Cagnati (1937–2007), Schriftstellerin

## Sehenswürdigkeiten
- Kirche Saint-Clair aus dem 16. Jahrhundert, Monument historique
- Schloss Rodier, Monument historique

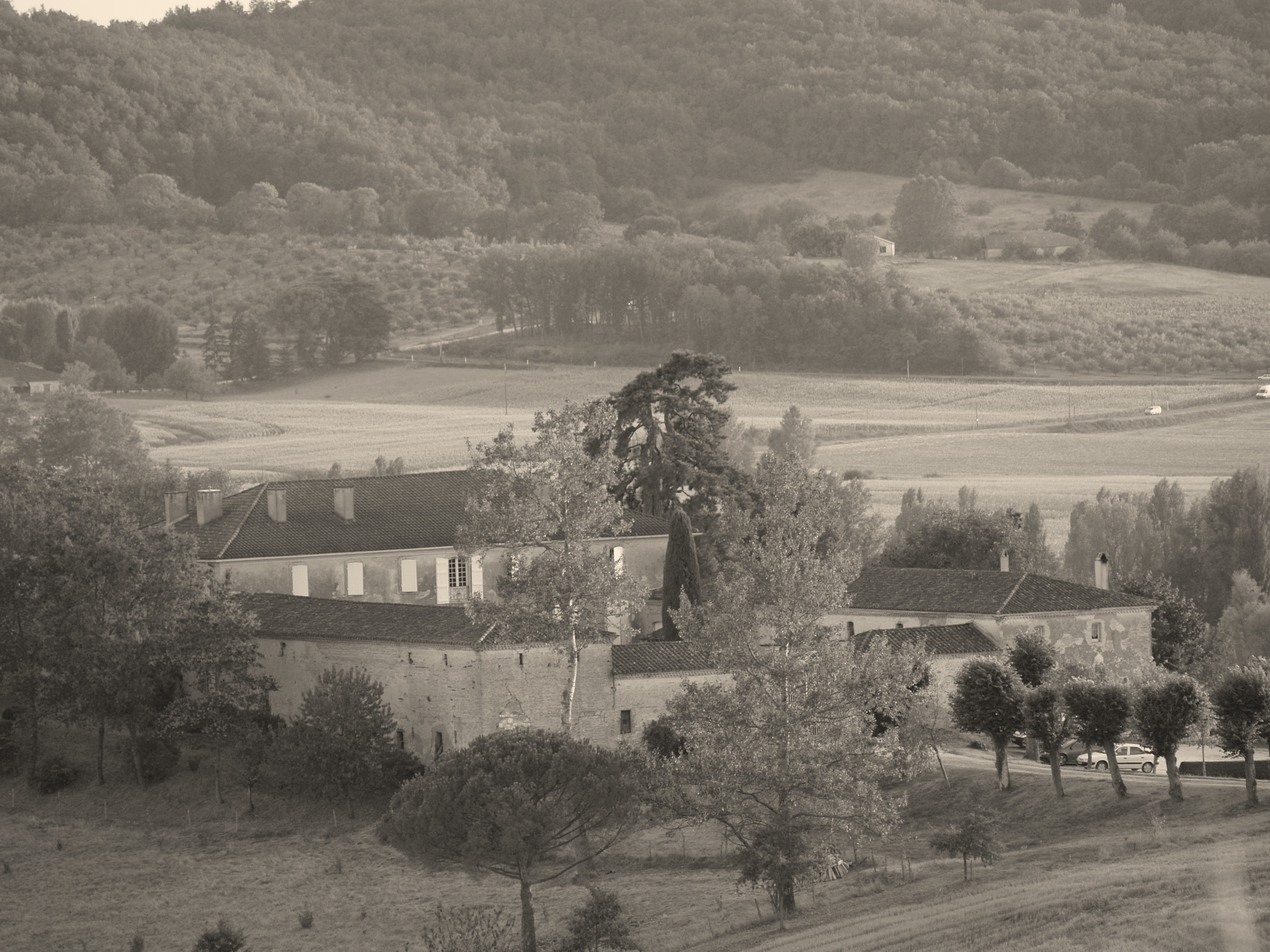
Schloss Rodier